# 대심리 (발해)
대심리(大審理, ?~?)는 발해의 장군이다.

## 생애
좌우위장군(左右衛將軍)을 지내던 그는 발해 멸망 이후 예부경(禮部卿) 대화균(大和鈞) 등과 함께 고려로 내투했다.